# Бранцовка (Краснопольский район)
Бранцо́вка (укр. Бранцівка) — село,
Бранцовский сельский совет,
Краснопольский район,
Сумская область,
Украина.
Код КОАТУУ — 5922380401. Население по переписи 2001 года составляло 696 человек .
Является административным центром Бранцовского сельского совета, в который не входят другие населённые пункты.

## Географическое положение
Село Бранцовка находится на берегу реки Дерновая,
выше по течению на расстоянии в 2,5 км расположено село Лозовое,
ниже по течению на расстоянии в 2,5 км расположено село Поляное (Тростянецкий район).
Село вытянуто вдоль реки на 6 км.
По селу протекает несколько пересыхающих ручьёв с запрудами.
Рядом проходит автомобильная дорога Т-1913.

## История
- 1696 — в селе Бранцовка построена церковь [3].

## Экономика
- Молочно-товарная ферма.
- ООО «Элита».

## Объекты социальной сферы
- Школа.